# Thomas Dewing
Thomas Wilmer Dewing (Newton Lower Fall, 4 maggio 1851 – Cornish, 5 novembre 1938) è stato un pittore impressionista statunitense.
Tecnicamente "tonalista", fece parte dei "Ten American Painters".

## Biografia
Thomas Dewing studiò a Parigi, all'Académie Julian. Al suo ritorno in patria si stabilì con il suo studio a New York.
Sposò Maria Oakey Dewing, pittrice affermata dalla vasta preparazione artistica e con numerosi legami di famiglia con il mondo dell'arte.
Dewing fu un impressionista  particolarmente noto per la sua pittura tonalista, per la quale ha sempre preferito ritrarre figure femminili, ponendole in atmosfere oniriche e lunari. Il suo tonalismo anglosassone si ispirò in buona parte alle opere dalla Scuola di Barbizon, con l'accentuazione dei toni e delle ombre limitata a valori cromatici medi e l'eliminazione dei contrasti e delle tinte vivaci. In questo modo i soggetti si distaccano dall'osservatore, rendendolo più un lontano testimone che un partecipante alla scena rappresentata.
Dewing fu uno dei "Ten American Painters", il gruppo di impressionisti americani che si distaccò dalla "Società degli artisti americani" nel 1897.
Passò le sue estati nella Cornish Art Colony a Cornish, nel New Hampshire.
Si spense a Cornish all'età di 86 anni, nel 1938.

## Galleria d'immagini

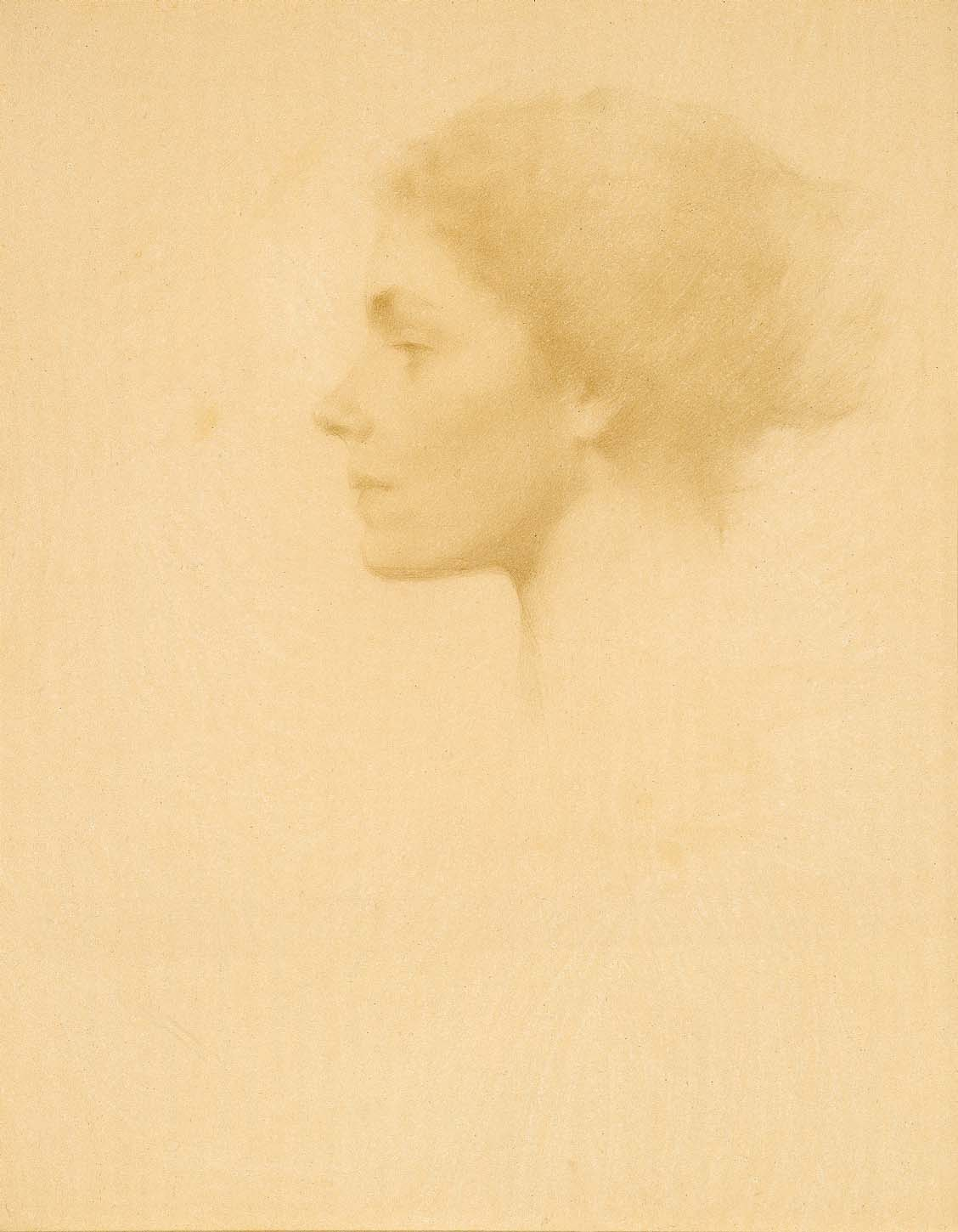
Testa di ragazza
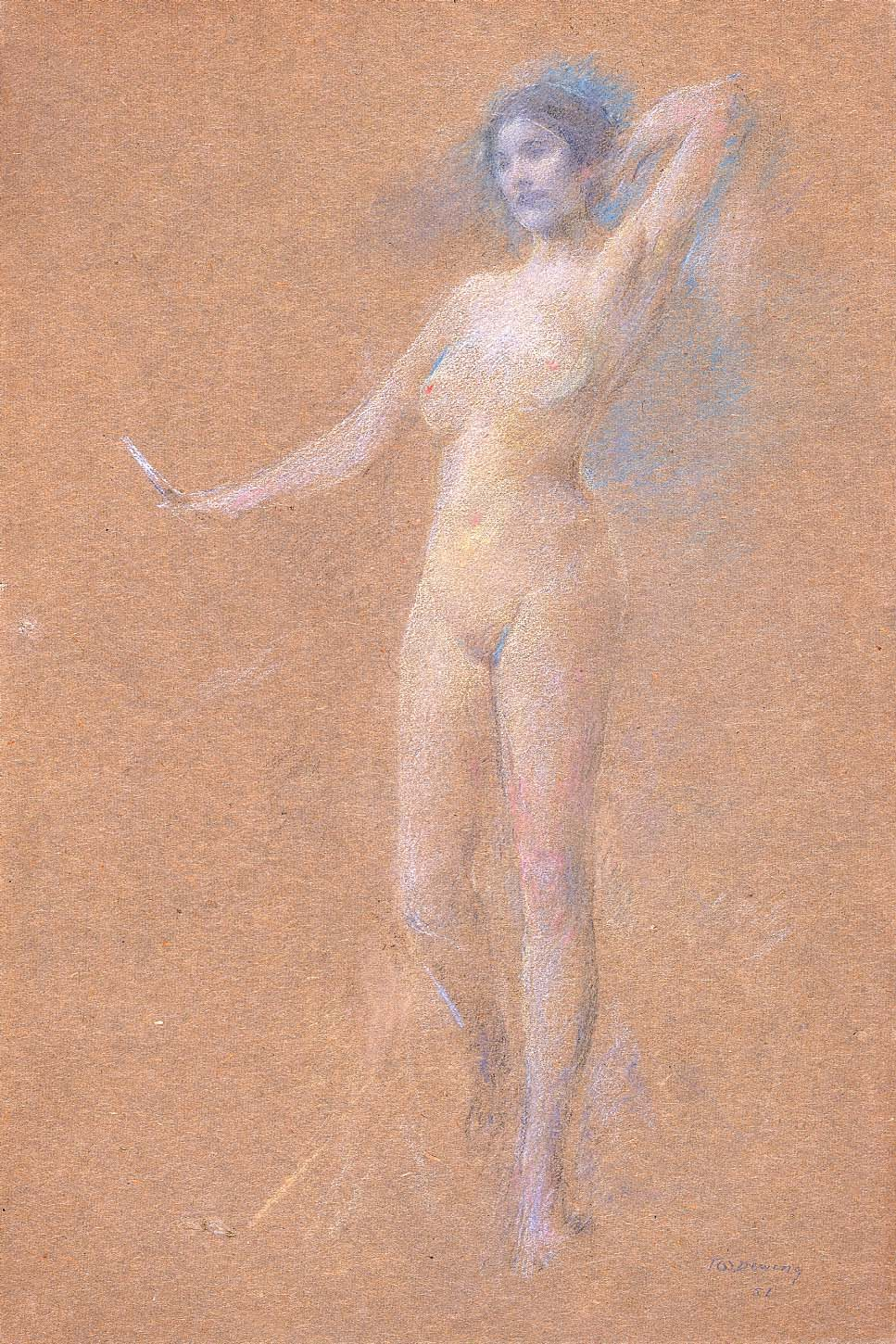
Nudo in piedi
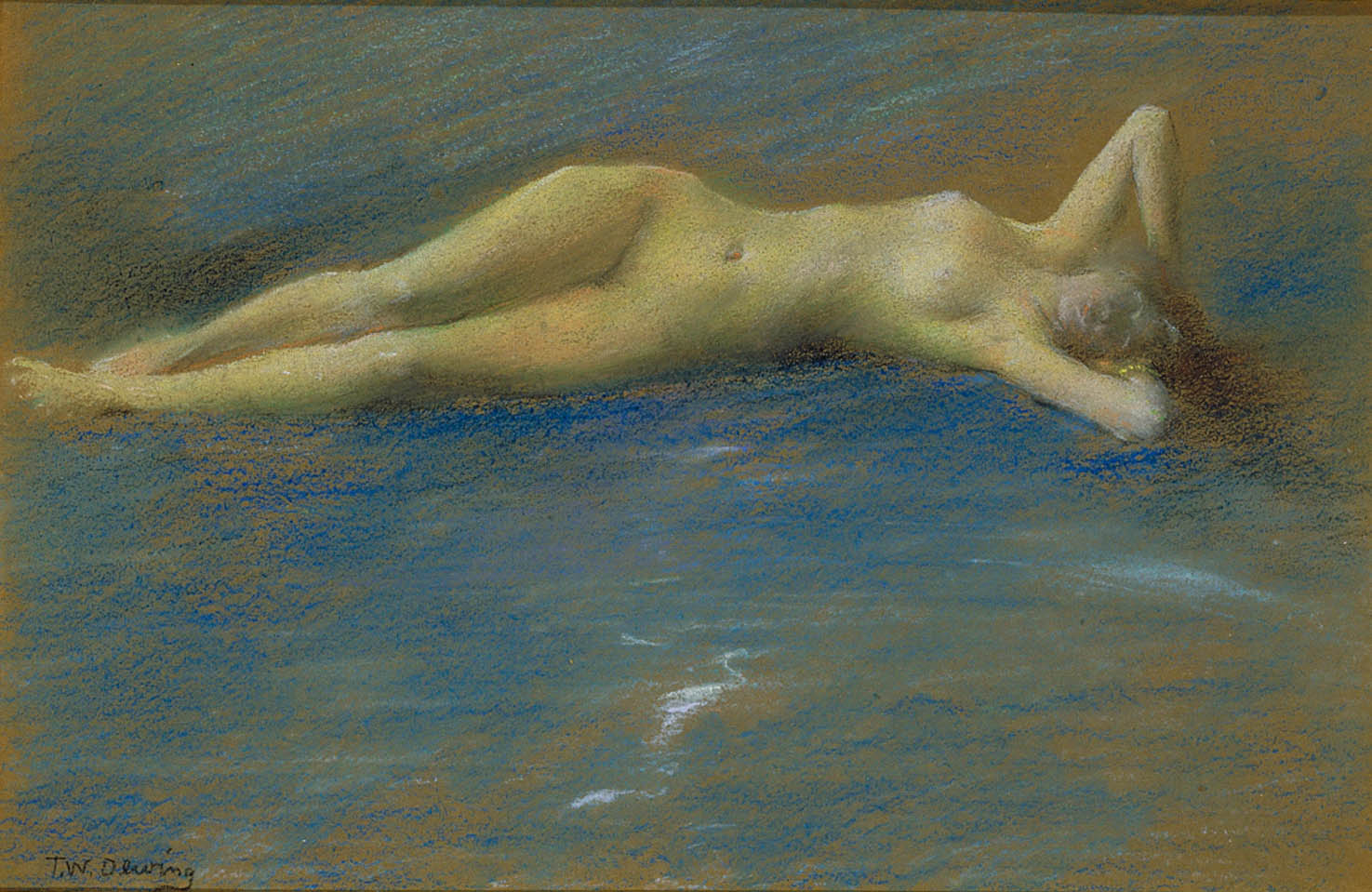
Nudo disteso
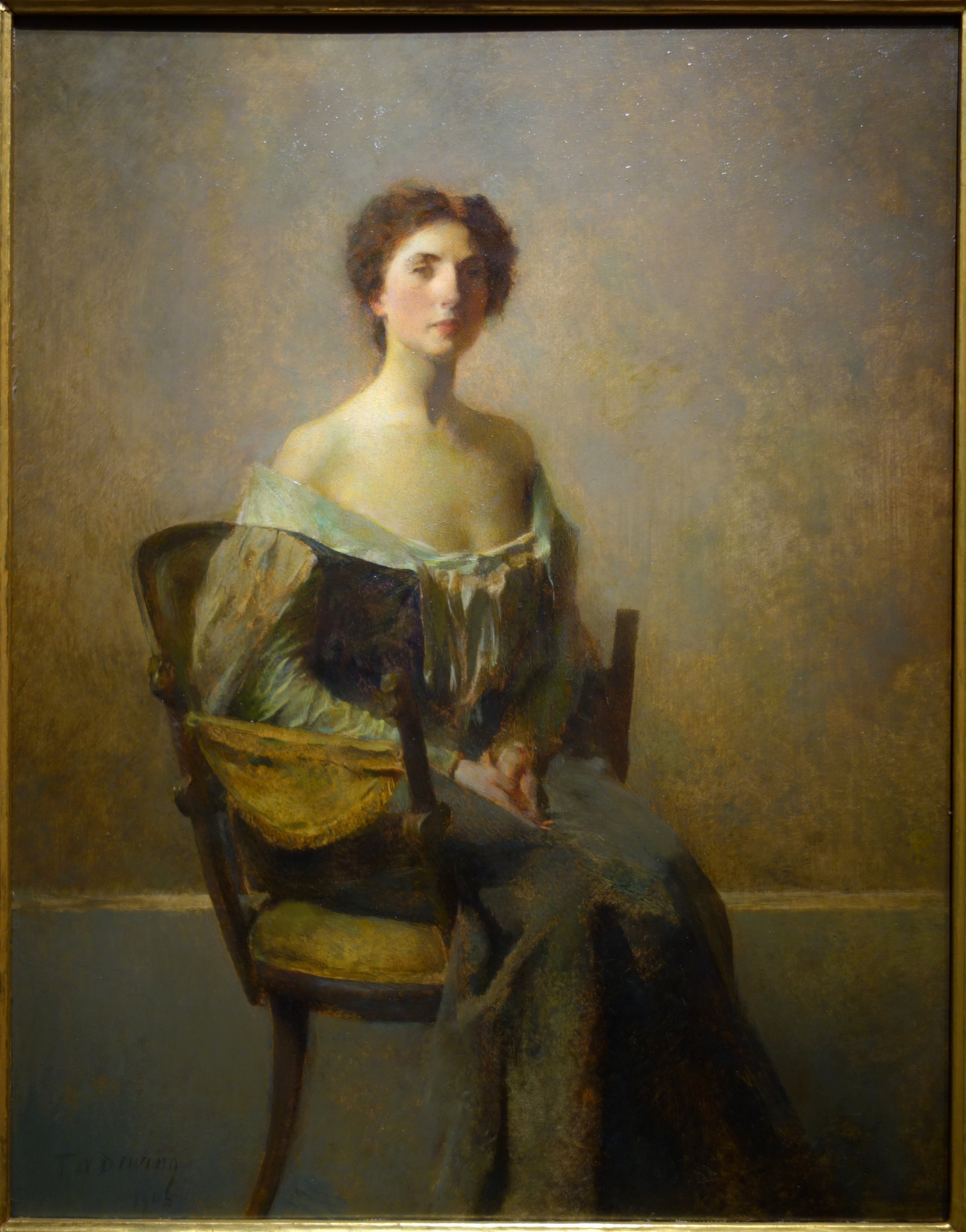
Signora in porpora e verde
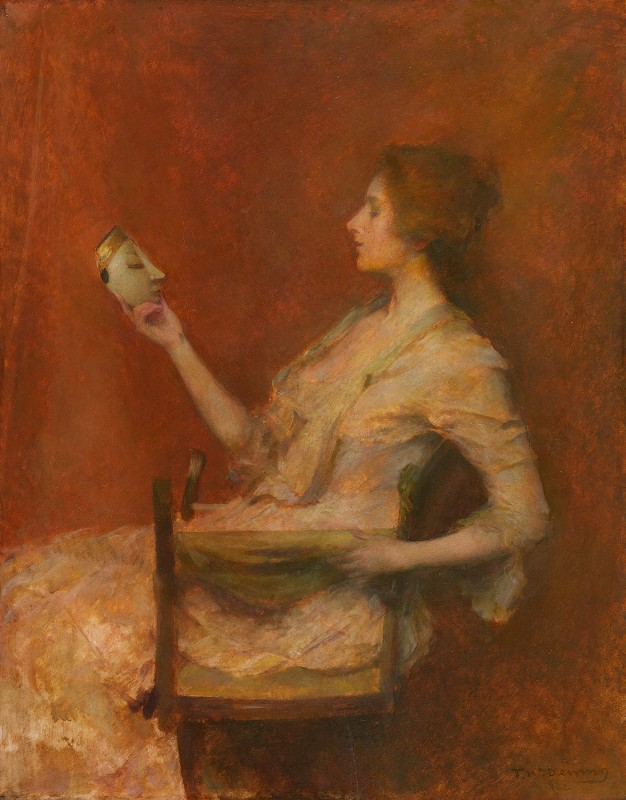
La maschera
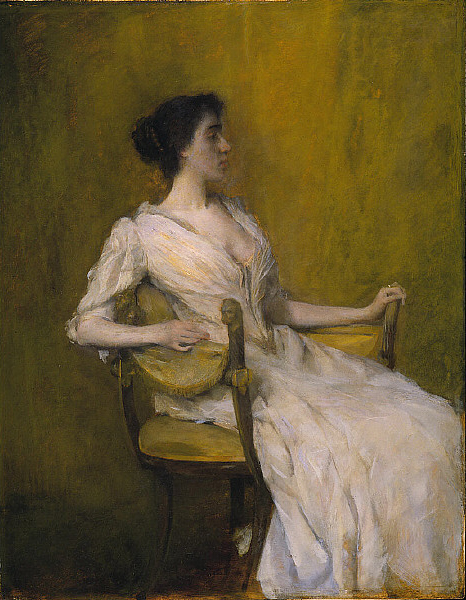
Signora con abito bianco
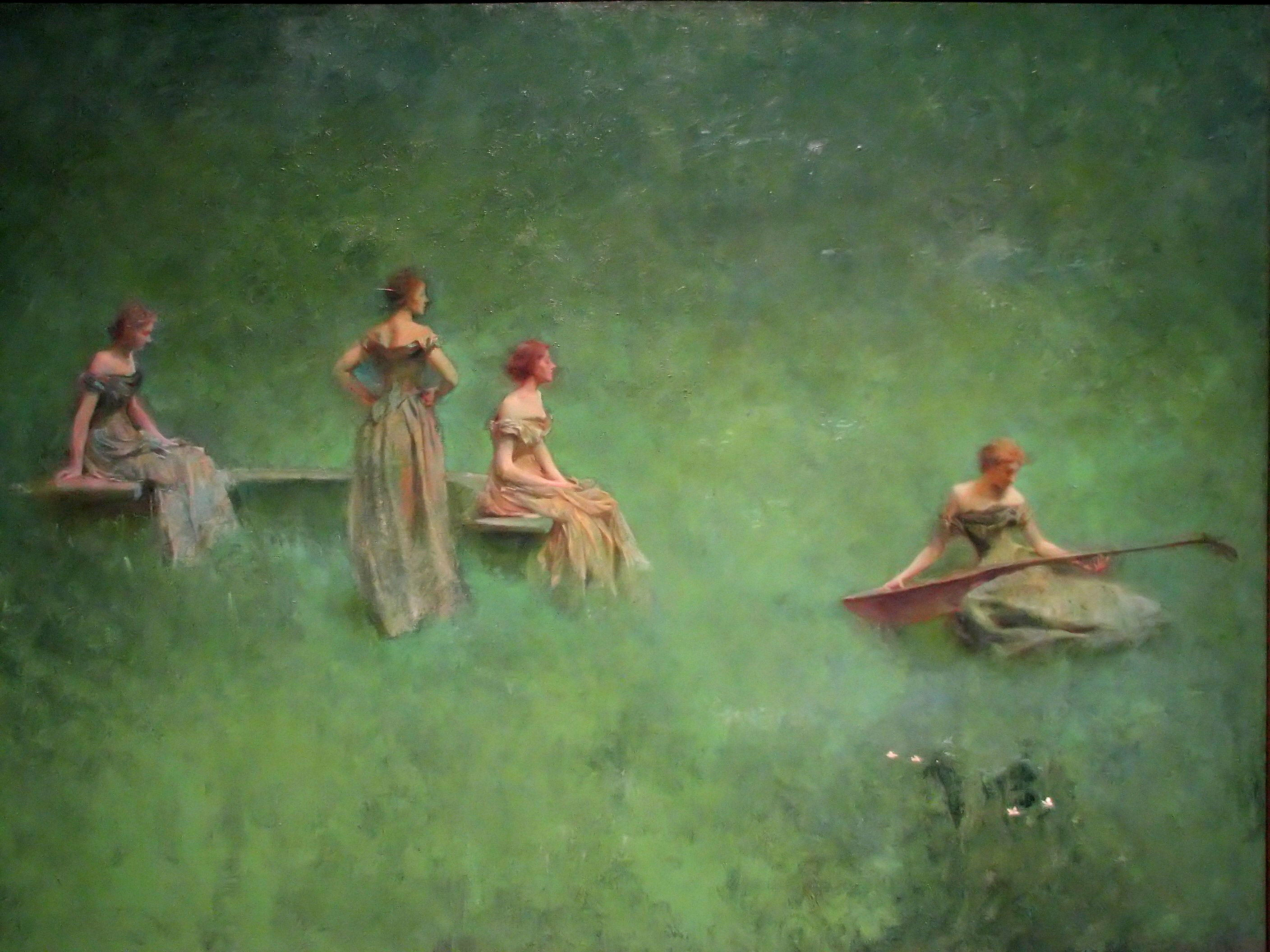
Il liuto
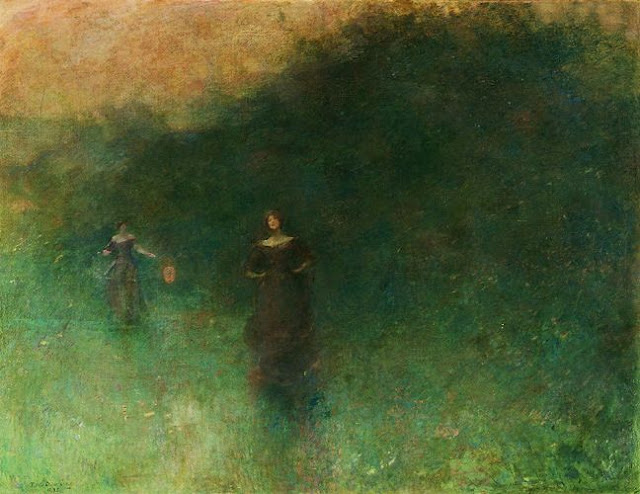
Prima che il sole sorga
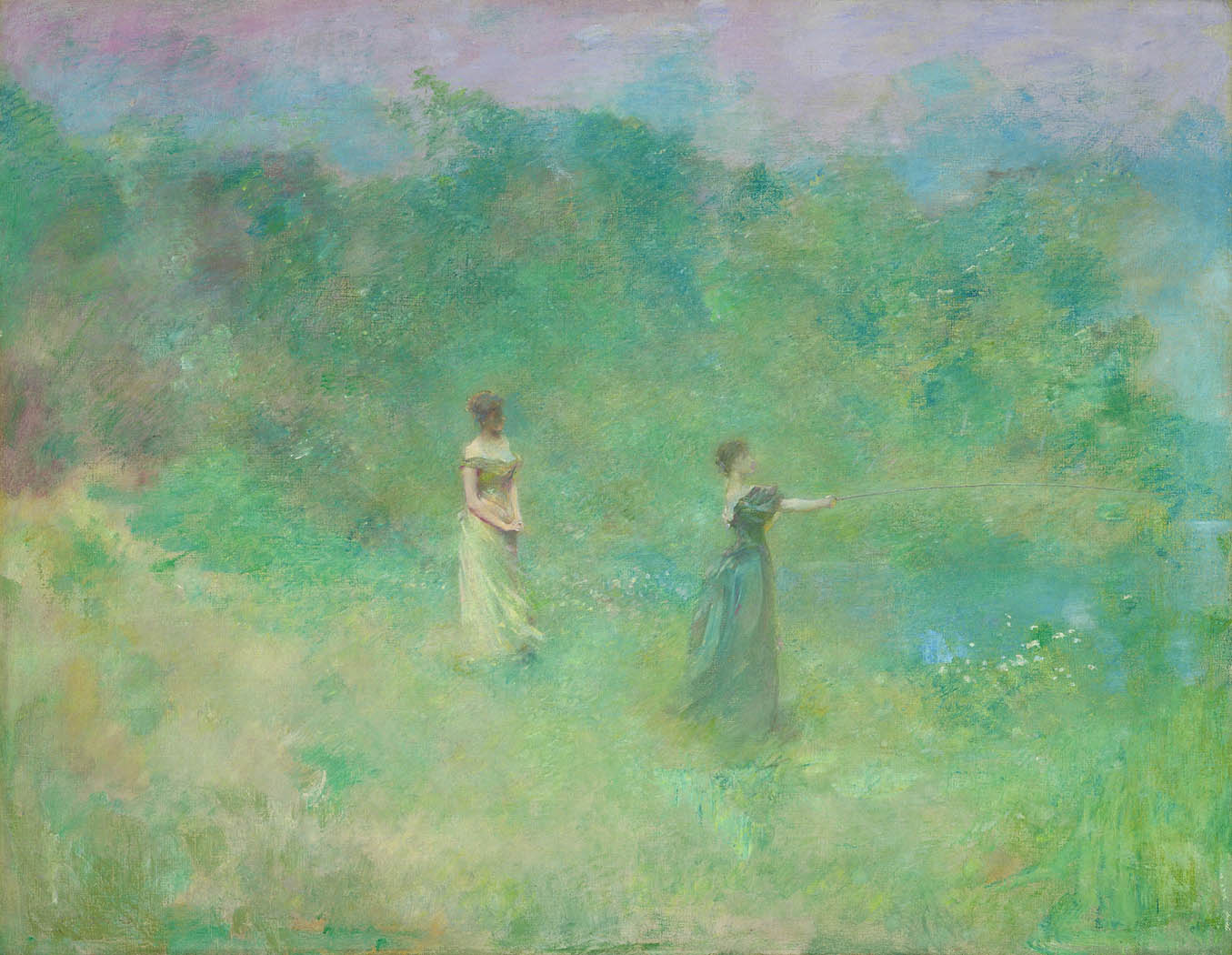
Estate
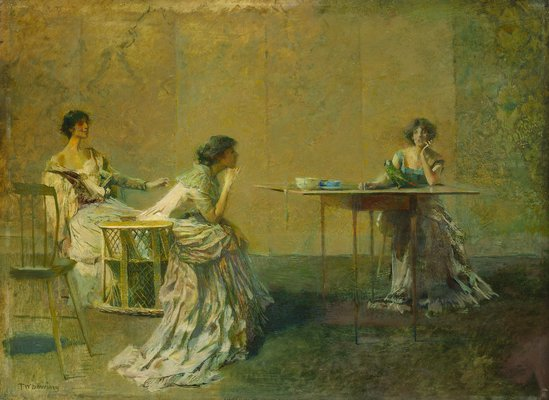
Senza titolo